# 2013-as női sakkvilágbajnokság
A 2013-as női sakkvilágbajnokság párosmérkőzése 2013. szeptember 10–27. között Kínában, Csiangszuban került megrendezésre a regnáló világbajnok ukrán Anna Usenyina és kihívója: a 2011–2012-es Grand Prix sorozat győztese, az exvilágbajnok kínai Hou Ji-fan között. A 10 játszmásra tervezett párosmérkőzésen Hou Ji-fan 5,5–1,5 arányú győzelmet aratott, ezzel visszaszerezte az egy évvel korábban elvesztett címét.

## A Grand Prix sorozat
2010 óta évente rendezik meg a világbajnokságot. Páros években a kontinensbajnokságokról és a zónaversenyekről továbbjutó, valamint az Élő-pontszám szerinti 64 legerősebb játékos közül kieséses rendszerű párosmérkőzések sorozata után kerül ki a győztes. Páratlan években a kihívó az a játékos lesz, aki a hat versenyből álló Grand Prix sorozatot megnyeri.
A Grand Prix sorozatban résztvevő 18 játékos kiválasztása különböző módokon történhet, de mindenképpen a világ 18 legerősebb játékosa vesz részt a küzdelmekben, beleértve a regnáló világbajnokot is. A Grand Prix sorozat egyes versenyein az első helyezett 160, a második 130, a harmadik 110, a negyedik 90 pontot kap, majd további helyezésenként 10-10 ponttal kevesebbet. Holtverseny esetén a megfelelő helyezésekért járó pontszámot összeadják, és elosztják a holtversenyben álló versenyzők között.

### A 2011–2012-es Grand Prix sorozat résztvevői
A 2011–2012-es Grand Prix sorozaton az alábbi versenyzők indultak:
| Versenyző                 | Ország       | Kvalifikáció                                                       |
| ------------------------- | ------------ | ------------------------------------------------------------------ |
| Hou Ji-fan                | Kína         | A 2010-es női sakkvilágbajnokság elődöntősei                       |
| Zsuan Lu-fej              | Kína         | A 2010-es női sakkvilágbajnokság elődöntősei                       |
| Kónéru Hanpi              | India        | A 2010-es női sakkvilágbajnokság elődöntősei                       |
| Csao Hszüe                | Kína         | A 2010-es női sakkvilágbajnokság elődöntősei                       |
| Tatyjana Koszinceva       | Oroszország  | Élő-pontszám alapján (2010. július és 2011. júniusi átlag szerint) |
| Antoaneta Sztefanova      | Bulgária     | Élő-pontszám alapján (2010. július és 2011. júniusi átlag szerint) |
| Nagyezsda Koszinceva      | Oroszország  | Élő-pontszám alapján (2010. július és 2011. júniusi átlag szerint) |
| Anna Muzicsuk             | Szlovénia    | Élő-pontszám alapján (2010. július és 2011. júniusi átlag szerint) |
| Katyerina Lahno           | Ukrajna      | Élő-pontszám alapján (2010. július és 2011. júniusi átlag szerint) |
| Viktorija Čmilytė         | Litvánia     | Élő-pontszám alapján (2010. július és 2011. júniusi átlag szerint) |
| Csu Csen                  | Katar        | A Nemzetközi Sakkszövetség (FIDE) elnöke által adott szabadkártya  |
| Batkhuyag Munguntuul      | Mongólia     | A Nemzetközi Sakkszövetség (FIDE) elnöke által adott szabadkártya  |
| Jekatyerina Kovalevszkaja | Oroszország  | Az egyes tornák szervezői által adott szabadkártyák                |
| Csü Ven-csün              | Kína         | Az egyes tornák szervezői által adott szabadkártyák                |
| Alekszandra Kosztyenyuk   | Oroszország  | Az egyes tornák szervezői által adott szabadkártyák                |
| Alisza Galljamova         | Oroszország  | Az egyes tornák szervezői által adott szabadkártyák                |
| Elina Danielian           | Örményország | Az egyes tornák szervezői által adott szabadkártyák                |
| Betul Cemre Yildiz        | Törökország  | Az egyes tornák szervezői által adott szabadkártyák                |

Egyes versenyeken helyettesítő versenyzőként szerepeltek: Tan Csung-ji, Lilit Mkrtchian, Monika Soćko, Nino Khurtsidze és Kübra Öztürk.
A meghívott versenyzők között szerepelt Élő-pontszáma alapján Polgár Judit is, aki visszamondta a részvételt. Polgár Judit egyszer sem vett részt a női világbajnokság küzdelmeiben, és ehhez ezúttal is tartotta magát.

### A Grand Prix sorozat versenyei
A 2011–2012-es Grand Prix sorozat versenyei az alábbi helyszíneken zajlottak:
- Rosztov-na-Donu (Oroszország), 2011. augusztus 1–15.
- Sencsen (Kína), 2011. szeptember 6–20.
- Nalcsik (Oroszország), 2011. október 8–23.
- Kazany (Oroszország), 2012. június 10–21.
- Dzsermuk (Örményország), 2012. július 16–30.
- Ankara (Törökország), 2012. szeptember 16–28.

### A Grand Prix versenysorozat eredménye
A versenyeken elért eredmények alapján a résztvevők az alábbi pontokat gyűjtötték:
|    | Versenyző                 | Ország        | Rosztov | Sencsen | Nalcsik | Kazany | Dzsermuk | Ankara | Összesen |
| -- | ------------------------- | ------------- | ------- | ------- | ------- | ------ | -------- | ------ | -------- |
| 1  | Hou Ji-fan                | Kína          | 160     | 160     | –       | (100)  | 160      | –      | 480      |
| 2  | Kónéru Hanpi              | India         | (65)    | –       | –       | 145    | 110      | 160    | 415      |
| 3  | Anna Muzicsuk             | Szlovénia     | (100)   | 130     | –       | 145    | –        | 130    | 405      |
| 4  | Csao Hszüe                | Kína          | –       | 75      | 160     | –      | (60)     | 110    | 345      |
| 5  | Katyerina Lahno           | Ukrajna       | 130     | –       | 80      | (50)   | 110      | –      | 320      |
| 6  | Csü Ven-csün              | Kína          | –       | 100     | 130     | –      | 75       | (50)   | 305      |
| 7  | Viktorija Čmilytė         | Litvánia      | –       | (35)    | 100     | 100    | –        | 85     | 285      |
| 8  | Nagyezsda Koszinceva      | Oroszország   | 80      | –       | 55      | (35)   | 110      | –      | 245      |
| 9  | Zsuan Lu-fej              | Kína          | (30)    | 75      | –       | –      | 75       | 85     | 235      |
| 10 | Tatyjana Koszinceva       | Oroszország   | 100     | –       | (55)    | 60     | –        | 60     | 220      |
| 11 | Elina Danielian           | Örményország  | 45      | 50      | –       | 75     | (45)     | –      | 170      |
| 12 | Jekatyerina Kovalevszkaja | Oroszország   | 20      | (20)    | 100     | –      | 30       | –      | 150      |
| 13 | Batkhuyagiin Möngöntuul   | Mongólia      | –       | 60      | 20      | –      | (20)     | 70     | 150      |
| 14 | Antoaneta Sztefanova      | Bulgária      | 45      | –       | 55      | (35)   | –        | 40     | 140      |
| 15 | Alisza Galljamova         | Oroszország   | 65      | –       | 30      | 20     | –        | –      | 115      |
| 16 | Alekszandra Kosztyenyuk   | Oroszország   | 10      | –       | 10      | 75     | –        | –      | 95       |
| 17 | Csu Csen                  | Katar         | –       | 35      | 55      | –      | –        | –      | 90       |
| 18 | Betul Cemre Yildiz        | Törökország   | –       | 10      | –       | 10     | –        | 30     | 50       |
| -  | Tan Csung-ji              | Kína          | –       | 100     | –       | –      | –        | –      | 100      |
| -  | Lilit Mkrtchian           | Örményország  | –       | –       | –       | –      | 45       | –      | 45       |
| -  | Monika Soćko              | Lengyelország | –       | –       | –       | –      | –        | 20     | 20       |
| -  | Nino Khurtsidze           | Grúzia        | –       | –       | –       | –      | 10       | –      | 10       |
| -  | Kübra Öztürk              | Törökország   | –       | –       | –       | –      | –        | 10     | 10       |

### A Grand Prix versenysorozat játszmái
- A 2011–2012. évi női Grand Prix versenysorozat játszmái

## A világbajnoki döntő

### Az egymás elleni eredmények
A mérkőző felek egymás elleni eredményei a hagyományos időméréses játékban a világbajnoki döntő előtt Hou Ji-fan minimális előnyét mutatták, 8 játszmából hármat nyert, 3 végződött döntetlenül, és kettőt vesztett el.
|                                                     | Anna Usenyina | Döntetlen | Hou Ji-fan | Összesen |
| --------------------------------------------------- | ------------- | --------- | ---------- | -------- |
| Anna Usenyina (világossal) – Hou Ji-fan (sötéttel)  | 0             | 0         | 1          | 1        |
| Hou Ji-fan (világossal)) – Anna Usenyina (sötéttel) | 2             | 3         | 2          | 7        |
| Összesen                                            | 2             | 3         | 3          | 8        |

### A döntő szabályai
Az előzetes szabályok szerint a párosmérkőzésen 10 játszmára kerül sor a hagyományos időellenőrzés szabályai szerint, azaz 90 perc áll rendelkezésre az első 40 lépésre, majd 30 perc a játszma befejezéséig, az első lépéstől kezdve lépésenként 30 másodperc többletidővel.
Amennyiben a mérkőzés a 10 játszma alatt nem dől el, akkor a rájátszásra az alábbi szabályok szerint kerül sor:
- További egyenlőség esetén 4 rapidjátszma 25–25 perc játékidővel és lépésenként 10 másodperc többletidővel;
- Ha még mindig egyenlő, akkor 2 villámjátszma 5–5 perc játékidővel  és lépésenként 3 másodperc többletidővel;
- Ha még ekkor sem dőlt el, akkor 1 armageddonjáték, amelyben világosnak 5 perc, sötétnek 4 perc áll rendelkezésére, és döntetlen esetén a sötéttel játszó számít győztesnek.

Minden második játszma után szabadnap következik. A 4. játszma után a színeket felcserélik.
A mérkőzés díjalapja 200 000 dollár, amelynek 60%-a a győztest, 40%-a a vesztest illeti. Ha a mérkőzés csak a 10. játszmát követően, a rájátszásban dől el, akkor a győztes 55%-ot, a vesztes 45%-ot kap.

### A világbajnoki döntő eredménye
A világbajnoki döntőben Hou Ji-fan már az első játszmában megszerezte a vezetést, és előnyét a 3. játszmában tovább növelte. A 6. és 7. játszmában újabb két győzelmet szerezve magabiztosan, veretlenül nyerte a mérkőzést, kialakítva az 5,5–1,5 arányú végeredményt, amely számára a világbajnoki cím visszaszerzését jelentette.
| Versenyző     | Ország      | Élő-p. | 1 | 2 | 3 | 4 | 5 | 6 | 7 |  | + | − | = | Pont |
| ------------- | ----------- | ------ | - | - | - | - | - | - | - |  | - | - | - | ---- |
| Anna Usenyina | Oroszország | 2500   | 0 | ½ | 0 | ½ | ½ | 0 | 0 |  | 0 | 4 | 3 | 1½   |
| Hou Ji-fan    | Kína        | 2609   | 1 | ½ | 1 | ½ | ½ | 1 | 1 |  | 4 | 0 | 3 | 5½   |

### A világbajnoki döntő játszmái
- A 2013. évi Usenyina–Hou Ji-fan női sakkvilágbajnoki döntő 7 játszmája